# Vierschanzentournee 2022/23
Die 71. Vierschanzentournee 2022/23 war eine Reihe von Skisprungwettkämpfen, die als Teil des Skisprung-Weltcups 2022/23 zwischen dem 29. Dezember 2022 und dem 6. Januar 2023 stattfand. Die Tournee wurde von der FIS organisiert. Die Wettkämpfe fanden wie in jedem Winter auf den vier Skisprungschanzen von Oberstdorf, Garmisch-Partenkirchen, Innsbruck und Bischofshofen statt. Wie bei allen anderen Weltcupspringen gab es auch für die Tourneeetappen Weltcuppunkte. Nach der großflächigen Eindämmung der COVID-19-Pandemie in den Austragungsländern war diese Tournee die erste seit 2019/20, in der Zuschauer zugelassen waren.
Titelverteidiger war der amtierende Gesamtweltcupsieger Ryōyū Kobayashi aus Japan.

## Vorfeld

### Gesamtweltcupstand vor der Vierschanzentournee
| Rang | Name                  | Punkte |
| ---- | --------------------- | ------ |
| 01.  | Dawid Kubacki         | 650    |
| 02.  | Anže Lanišek          | 576    |
| 03.  | Stefan Kraft          | 467    |
| 04.  | Halvor Egner Granerud | 416    |
| 05.  | Piotr Żyła            | 377    |
| 06.  | Manuel Fettner        | 289    |
| 07.  | Karl Geiger           | 194    |
| 08.  | Robert Johansson      | 175    |
| 09.  | Michael Hayböck       | 169    |
| 10.  | Marius Lindvik        | 154    |

### Teilnehmende Nationen und nominierte Athleten
Die Anzahl der Athleten, die die Nationen an den Start schicken dürfen, ist abhängig von den Weltcup-Ergebnissen innerhalb eines Jahres vor Tourneebeginn sowie von den Ergebnissen des Continental Cups der laufenden Saison. Zusätzlich schicken die austragenden Nationen Deutschland (in Garmisch-Partenkirchen) und Österreich (erstmals nur in Bischofshofen) eine nationale Gruppe von jeweils sechs Athleten an den Start.
Folgende Skispringer wurden nominiert:
| Nation             | Plätze | Anzahl | Athleten |
| ------------------ | ------ | ------ | --- |
| Deutschland        | 7 + 6  | 13     | Markus Eisenbichler, Karl Geiger, Stephan Leyhe, Pius Paschke, Philipp Raimund, Constantin Schmid, Andreas Wellinger Nationale Gruppe: Finn Braun, Martin Hamann, Felix Hoffmann, Luca Roth, David Siegel, Simon Spiewok (alle nur in Partenkirchen)                 |
| Österreich         | 7 + 6  | 13     | Philipp Aschenwald, Manuel Fettner, Michael Hayböck, Jan Hörl, Stefan Kraft, Clemens Leitner, Daniel Tschofenig Nationale Gruppe: Clemens Aigner, Hannes Landerer, Francisco Mörth, Markus Müller, Maximilian Ortner, Maximilian Steiner (alle nur in Bischofshofen) |
| Bulgarien          | 3      | 1      | Wladimir Sografski |
| Estland            | 4      | 2      | Artti Aigro, Kevin Maltsev |
| Finnland           | 4      | 4      | Antti Aalto, Niko Kytösaho, Eetu Nousiainen (nicht in Innsbruck), Vilho Palosaari |
| Italien            | 4      | 3      | Giovanni Bresadola, Francesco Cecon, Alex Insam |
| Japan              | 6      | 6      | Junshirō Kobayashi, Ryōyū Kobayashi, Naoki Nakamura, Ren Nikaidō, Keiichi Satō, Yukiya Satō |
| Kasachstan         | 2      | 2      | Sabyrschan Muminow, Danil Wassiljew |
| Norwegen           | 7      | 7      | Anders Fannemel, Johann André Forfang, Halvor Egner Granerud, Robert Johansson, Marius Lindvik, Kristoffer Eriksen Sundal, Daniel-André Tande |
| Polen              | 6      | 6      | Jan Habdas, Stefan Hula, Dawid Kubacki, Kamil Stoch, Paweł Wąsek, Piotr Żyła |
| Rumänien           | 2      | 2      | Daniel Cacina, Andrei Feldorean |
| Schweiz            | 4      | 1      | Gregor Deschwanden |
| Slowenien          | 6      | 6      | Žiga Jelar, Lovro Kos, Anže Lanišek, Domen Prevc, Peter Prevc, Timi Zajc |
| Tschechien         | 3      | 1      | Roman Koudelka |
| Türkei             | 2      | 2      | Muhammed Ali Bedir, Fatih Arda İpcioğlu |
| Ukraine            | 2      | 2      | Witalij Kalinitschenko (bis Innsbruck), Jewhen Marussjak (in Partenkirchen und Innsbruck) |
| Vereinigte Staaten | 2      | 2      | Erik Belshaw, Decker Dean |

## Austragungsorte

### Oberstdorf
Audi Arena Oberstdorf (Große Schattenbergschanze, HS 137)
- Qualifikation: 28. Dezember 2022
- Wettkampf: 29. Dezember 2022

| Rang | Name                  | Punkte | Weite 1 | Weite 2 |
| ---- | --------------------- | ------ | ------- | ------- |
| 01   | Halvor Egner Granerud | 312,4  | 142,5 m | 139,0 m |
| 02   | Piotr Żyła            | 299,0  | 132,5 m | 137,0 m |
| 03   | Dawid Kubacki         | 294,9  | 140,5 m | 136,0 m |
| 04   | Karl Geiger           | 293,6  | 136,5 m | 134,0 m |
| 05   | Stefan Kraft          | 292,0  | 133,5 m | 138,0 m |
| 06   | Andreas Wellinger     | 285,2  | 135,0 m | 132,0 m |
| 07   | Lovro Kos             | 280,7  | 125,5 m | 133,5 m |
| 08   | Daniel Tschofenig     | 278,8  | 122,5 m | 132,5 m |
| 09   | Kamil Stoch           | 276,1  | 133,0 m | 130,0 m |
| 10   | Anže Lanišek          | 267,4  | 119,5 m | 129,0 m |
| 11   | Johann André Forfang  | 264,8  | 122,0 m | 131,0 m |
| 12   | Michael Hayböck       | 262,1  | 121,5 m | 124,0 m |
| 13   | Manuel Fettner        | 260,3  | 119,0 m | 127,0 m |
| 14   | Philipp Raimund       | 257,0  | 118,5 m | 124,0 m |
| 15   | Ryōyū Kobayashi       | 256,6  | 124,5 m | 120,5 m |

| Rang | Name                      | Punkte | Weite 1 | Weite 2 |
| ---- | ------------------------- | ------ | ------- | ------- |
| 16   | Jan Hörl                  | 251,6  | 120,5 m | 126,0 m |
| 17   | Marius Lindvik            | 248,4  | 121,0 m | 122,0 m |
| 18   | Timi Zajc                 | 247,9  | 122,5 m | 121,0 m |
| 19   | Paweł Wąsek               | 245,2  | 121,5 m | 118,5 m |
| 20   | Stephan Leyhe             | 244,1  | 122,0 m | 116,5 m |
| 21   | Wladimir Sografski        | 243,7  | 127,5 m | 115,5 m |
| 22   | Peter Prevc               | 243,4  | 119,0 m | 118,0 m |
| 23   | Philipp Aschenwald        | 242,8  | 119,5 m | 121,5 m |
| 24   | Kristoffer Eriksen Sundal | 238,2  | 119,0 m | 117,5 m |
| 25   | Robert Johansson          | 235,6  | 113,5 m | 119,0 m |
| 26   | Erik Belshaw              | 231,4  | 124,5 m | 113,5 m |
| 27   | Daniel-André Tande        | 230,7  | 120,0 m | 112,0 m |
| 28   | Žiga Jelar                | 227,1  | 114,0 m | 118,5 m |
| 29   | Constantin Schmid         | 224,2  | 111,5 m | 122,0 m |
| 30   | Fatih Arda İpcioğlu       | 213,1  | 117,0 m | 104,5 m |

### Garmisch-Partenkirchen
Große Olympiaschanze (HS 142)
- Qualifikation: 31. Dezember 2022
- Wettkampf: 1. Januar 2023

| Rang | Name                  | Punkte | Weite 1 | Weite 2 |
| ---- | --------------------- | ------ | ------- | ------- |
| 01   | Halvor Egner Granerud | 303,7  | 140,0 m | 142,0 m |
| 02   | Anže Lanišek          | 297,3  | 140,5 m | 137,0 m |
| 03   | Dawid Kubacki         | 294,4  | 136,0 m | 138,5 m |
| 04   | Manuel Fettner        | 279,6  | 136,0 m | 138,0 m |
| 05   | Jan Hörl              | 278,9  | 136,0 m | 138,5 m |
| 06   | Piotr Żyła            | 277,0  | 135,5 m | 134,5 m |
| 07   | Daniel Tschofenig     | 275,4  | 131,0 m | 136,0 m |
| 08   | Andreas Wellinger     | 273,1  | 137,0 m | 133,0 m |
| 09   | Kamil Stoch           | 272,7  | 135,0 m | 134,5 m |
| 10   | Michael Hayböck       | 269,8  | 128,5 m | 140,0 m |
| 11   | Karl Geiger           | 264,9  | 131,5 m | 131,0 m |
| 12   | Clemens Leitner       | 262,2  | 129,5 m | 135,5 m |
| 13   | Lovro Kos             | 261,0  | 129,0 m | 135,5 m |
| 14   | Timi Zajc             | 255,8  | 128,0 m | 134,0 m |
| 15   | Philipp Raimund       | 254,9  | 125,5 m | 135,0 m |

| Rang | Name                      | Punkte | Weite 1 | Weite 2 |
| ---- | ------------------------- | ------ | ------- | ------- |
| 16   | Robert Johansson          | 253,4  | 129,5 m | 133,0 m |
| 17   | Stephan Leyhe             | 252,2  | 128,0 m | 130,0 m |
| 18   | Stefan Kraft              | 249,5  | 122,5 m | 131,0 m |
| 19   | Ryōyū Kobayashi           | 248,8  | 125,0 m | 131,0 m |
| 20   | Johann André Forfang      | 246,6  | 129,0 m | 130,5 m |
| 21   | Gregor Deschwanden        | 243,3  | 127,5 m | 126,5 m |
| 22   | Paweł Wąsek               | 242,0  | 130,0 m | 126,0 m |
| 23   | Constantin Schmid         | 241,9  | 121,0 m | 133,0 m |
| 24   | Pius Paschke              | 238,6  | 124,5 m | 127,5 m |
| 25   | Philipp Aschenwald        | 236,3  | 132,0 m | 124,0 m |
| 26   | Vilho Palosaari           | 230,6  | 125,0 m | 125,5 m |
| 27   | Kristoffer Eriksen Sundal | 230,0  | 125,0 m | 122,0 m |
| 28   | Felix Hoffmann            | 227,1  | 121,0 m | 128,0 m |
| 29   | Domen Prevc               | 226,0  | 124,0 m | 125,0 m |
| 30   | Roman Koudelka            | 220,5  | 124,0 m | 117,0 m |

Tournee-Zwischenstand
Unter Berücksichtigung der Ergebnisse von Oberstdorf und Garmisch-Partenkirchen ergibt sich folgender Zwischenstand in der Tournee-Gesamtwertung (aufgeführt sind die zehn besten Springer):
| Rang | Name                  | Punkte |
| ---- | --------------------- | ------ |
| 01   | Halvor Egner Granerud | 616,1  |
| 02   | Dawid Kubacki         | 589,3  |
| 03   | Piotr Żyła            | 576,0  |
| 04   | Anže Lanišek          | 564,7  |
| 05   | Karl Geiger           | 558,5  |
| 06   | Andreas Wellinger     | 558,3  |
| 07   | Daniel Tschofenig     | 554,2  |
| 08   | Kamil Stoch           | 548,8  |
| 09   | Lovro Kos             | 541,7  |
| 10   | Stefan Kraft          | 541,5  |

### Innsbruck
Bergiselschanze (HS 128)
- Qualifikation: 3. Januar 2023
- Wettkampf: 4. Januar 2023

| Rang | Name                  | Punkte | Weite 1 | Weite 2 |
| ---- | --------------------- | ------ | ------- | ------- |
| 01   | Dawid Kubacki         | 265,2  | 127,0 m | 121,5 m |
| 02   | Halvor Egner Granerud | 261,7  | 123,0 m | 133,0 m |
| 03   | Anže Lanišek          | 258,8  | 127,0 m | 121,5 m |
| 04   | Stefan Kraft          | 255,0  | 129,5 m | 125,0 m |
| 05   | Kamil Stoch           | 249,2  | 127,0 m | 121,0 m |
| 06   | Marius Lindvik        | 246,2  | 128,0 m | 121,0 m |
| 07   | Michael Hayböck       | 239,1  | 128,0 m | 122,0 m |
| 08   | Daniel Tschofenig     | 234,3  | 117,0 m | 120,5 m |
| 09   | Jan Hörl              | 233,7  | 122,5 m | 119,0 m |
| 10   | Piotr Żyła            | 231,5  | 120,5 m | 119,0 m |
| 11   | Timi Zajc             | 230,7  | 122,5 m | 117,0 m |
| 12   | Lovro Kos             | 227,9  | 125,5 m | 118,5 m |
| 13   | Philipp Raimund       | 227,2  | 116,5 m | 118,0 m |
| 14   | Peter Prevc           | 226,7  | 117,0 m | 117,5 m |
| 15   | Manuel Fettner        | 225,4  | 124,5 m | 115,0 m |

| Rang | Name                 | Punkte | Weite 1 | Weite 2 |
| ---- | -------------------- | ------ | ------- | ------- |
| 16   | Johann André Forfang | 225,4  | 123,5 m | 114,0 m |
| 17   | Robert Johansson     | 223,6  | 120,5 m | 116,5 m |
| 18   | Andreas Wellinger    | 218,1  | 120,0 m | 114,0 m |
| 19   | Daniel-André Tande   | 216,1  | 120,0 m | 116,5 m |
| 20   | Paweł Wąsek          | 212,8  | 119,5 m | 111,5 m |
| 21   | Žiga Jelar           | 211,0  | 112,5 m | 117,5 m |
| 22   | Markus Eisenbichler  | 210,5  | 117,0 m | 116,0 m |
| 23   | Wladimir Sografski   | 209,0  | 116,0 m | 115,5 m |
| 24   | Domen Prevc          | 208,8  | 118,0 m | 113,5 m |
| 25   | Naoki Nakamura       | 208,7  | 114,0 m | 113,5 m |
| 26   | Constantin Schmid    | 207,1  | 117,0 m | 114,5 m |
| 27   | Antti Aalto          | 205,7  | 115,5 m | 114,5 m |
| 28   | Pius Paschke         | 193,6  | 119,0 m | 103,0 m |
| 29   | Artti Aigro          | 190,7  | 113,5 m | 109,5 m |
| 30   | Kevin Maltsev        | 178,8  | 113,5 m | 105,0 m |

Tournee-Zwischenstand
Unter Berücksichtigung der Ergebnisse der ersten drei Stationen ergibt sich folgender Zwischenstand in der Tournee-Gesamtwertung (aufgeführt sind die zehn besten Springer):
| Rang | Name                  | Punkte |
| ---- | --------------------- | ------ |
| 01   | Halvor Egner Granerud | 877,8  |
| 02   | Dawid Kubacki         | 854,5  |
| 03   | Anže Lanišek          | 823,5  |
| 04   | Piotr Żyła            | 807,5  |
| 05   | Kamil Stoch           | 798,0  |
| 06   | Stefan Kraft          | 796,5  |
| 07   | Daniel Tschofenig     | 788,5  |
| 08   | Andreas Wellinger     | 776,4  |
| 09   | Michael Hayböck       | 771,0  |
| 10   | Lovro Kos             | 769,6  |

### Bischofshofen
Paul-Außerleitner-Schanze (HS 142)
- Qualifikation: 5. Januar 2023
- Wettkampf: 6. Januar 2023

| Rang | Name                  | Punkte | Weite 1 | Weite 2 |
| ---- | --------------------- | ------ | ------- | ------- |
| 01   | Halvor Egner Granerud | 313,4  | 139,5 m | 143,5 m |
| 02   | Anže Lanišek          | 305,5  | 140,5 m | 139,0 m |
| 03   | Dawid Kubacki         | 303,7  | 135,5 m | 140,0 m |
| 04   | Michael Hayböck       | 297,6  | 138,5 m | 137,0 m |
| 05   | Jan Hörl              | 292,1  | 135,5 m | 140,5 m |
| 06   | Kamil Stoch           | 289,9  | 138,0 m | 134,5 m |
| 07   | Peter Prevc           | 288,6  | 134,5 m | 139,5 m |
| 08   | Manuel Fettner        | 285,6  | 134,5 m | 139,0 m |
| 09   | Timi Zajc             | 285,3  | 135,5 m | 137,0 m |
| 10   | Clemens Aigner        | 282,5  | 136,5 m | 139,5 m |
| 10   | Piotr Żyła            | 282,5  | 133,5 m | 136,0 m |
| 12   | Philipp Raimund       | 281,5  | 136,0 m | 135,5 m |
| 13   | Johann André Forfang  | 281,1  | 134,5 m | 137,5 m |
| 14   | Stefan Kraft          | 281,0  | 141,0 m | 127,5 m |
| 15   | Žiga Jelar            | 277,7  | 134,0 m | 135,0 m |

| Rang | Name                      | Punkte | Weite 1 | Weite 2 |
| ---- | ------------------------- | ------ | ------- | ------- |
| 16   | Constantin Schmid         | 275,1  | 133,0 m | 132,5 m |
| 17   | Ryōyū Kobayashi           | 273,9  | 134,5 m | 135,5 m |
| 18   | Daniel Tschofenig         | 272,6  | 132,5 m | 131,5 m |
| 19   | Marius Lindvik            | 269,5  | 134,5 m | 128,0 m |
| 20   | Andreas Wellinger         | 267,4  | 131,5 m | 130,0 m |
| 21   | Robert Johansson          | 267,3  | 133,5 m | 130,0 m |
| 22   | Lovro Kos                 | 262,9  | 130,0 m | 133,0 m |
| 23   | Karl Geiger               | 261,3  | 131,5 m | 126,0 m |
| 24   | Daniel-André Tande        | 258,9  | 131,0 m | 126,5 m |
| 25   | Philipp Aschenwald        | 258,3  | 132,0 m | 126,5 m |
| 26   | Clemens Leitner           | 257,0  | 130,0 m | 127,5 m |
| 27   | Anders Fannemel           | 249,8  | 128,5 m | 127,0 m |
| 28   | Maximilian Ortner         | 248    | 127,5 m | 127,5 m |
| 29   | Kristoffer Eriksen Sundal | 242,3  | 130,0 m | 120,5 m |
| 30   | Gregor Deschwanden        | 237,8  | 124,0 m | 127,5 m |

## Tournee-Endstand

### Gesamtwertung der 71. Vierschanzentournee
Nach allen vier Springen werden die Punkte der Skispringer aus allen acht Wertungsdurchgängen addiert. Der Springer mit der höchsten Punktzahl wird der Gesamtsieger der Tournee.
| Rang | Name                      | Nationalität       | Oberstdorf | Garmisch- Partenkirchen | Innsbruck  | Bischofshofen | Gesamtpunkte |
| ---- | ------------------------- | ------------------ | ---------- | ----------------------- | ---------- | ------------- | ------------ |
| 1    | Halvor Egner Granerud     | Norwegen           | 312,4 (1)  | 303,7 (1)               | 261,7 (2)  | 313,4 (1)     | 1.191,2      |
| 2    | Dawid Kubacki             | Polen              | 294,9 (3)  | 294,4 (3)               | 265,2 (1)  | 303,7 (3)     | 1.158,2      |
| 3    | Anže Lanišek              | Slowenien          | 267,4 (10) | 297,3 (2)               | 258,8 (3)  | 305,5 (2)     | 1.129,0      |
| 4    | Piotr Żyła                | Polen              | 299,0 (2)  | 277,0 (6)               | 231,5 (10) | 282,5 (10)    | 1.090,0      |
| 5    | Kamil Stoch               | Polen              | 276,1 (9)  | 272,7 (9)               | 249,2 (5)  | 289,9 (6)     | 1.087,9      |
| 6    | Stefan Kraft              | Österreich         | 292,0 (5)  | 249,5 (18)              | 255,0 (4)  | 281,0 (14)    | 1.077,5      |
| 7    | Michael Hayböck           | Österreich         | 262,1 (12) | 269,8 (10)              | 239,1 (7)  | 297,6 (4)     | 1.068,6      |
| 8    | Daniel Tschofenig         | Österreich         | 278,8 (8)  | 275,4 (7)               | 234,3 (8)  | 272,6 (18)    | 1.061,1      |
| 9    | Jan Hörl                  | Österreich         | 251,6 (16) | 278,9 (5)               | 233,7 (9)  | 292,1 (5)     | 1.056,3      |
| 10   | Manuel Fettner            | Österreich         | 260,3 (13) | 279,6 (4)               | 225,4 (15) | 285,6 (8)     | 1.050,9      |
| 11   | Andreas Wellinger         | Deutschland        | 285,2 (6)  | 273,1 (8)               | 218,1 (18) | 267,4 (20)    | 1.043,8      |
| 12   | Lovro Kos                 | Slowenien          | 280,7 (7)  | 261,0 (13)              | 227,9 (12) | 262,9 (22)    | 1.032,5      |
| 13   | Philipp Raimund           | Deutschland        | 257,0 (14) | 257,9 (15)              | 227,2 (13) | 281,5 (12)    | 1.020,6      |
| 14   | Timi Zajc                 | Slowenien          | 247,9 (18) | 255,8 (14)              | 230,7 (11) | 285,3 (9)     | 1.019,7      |
| 15   | Johann André Forfang      | Norwegen           | 264,8 (11) | 246,6 (20)              | 225,4 (16) | 281,1 (13)    | 1.017,9      |
| 16   | Robert Johansson          | Norwegen           | 235,6 (25) | 253,4 (16)              | 223,6 (17) | 267,3 (21)    | 979,9        |
| 17   | Constantin Schmid         | Deutschland        | 224,2 (29) | 241,9 (23)              | 207,1 (26) | 275,1 (16)    | 948,3        |
| 18   | Ryōyū Kobayashi           | Japan              | 256,6 (15) | 248,8 (19)              | 99,8 (32)  | 273,9 (17)    | 879,1        |
| 19   | Peter Prevc               | Slowenien          | 243,4 (22) | 103,2 (39)              | 226,7 (14) | 288,6 (7)     | 861,9        |
| 20   | Philipp Aschenwald        | Österreich         | 242,8 (23) | 236,3 (25)              | 100,6 (31) | 258,3 (25)    | 838,0        |
| 21   | Žiga Jelar                | Slowenien          | 227,1 (28) | 108,0 (34)              | 211,0 (21) | 277,7 (15)    | 823,8        |
| 22   | Pawel Wasek               | Polen              | 245,2 (19) | 242,0 (22)              | 212,8 (20) | 120,7 (42)    | 820,7        |
| 23   | Karl Geiger               | Deutschland        | 293,6 (4)  | 264,9 (11)              | 0,0 (DNQ)  | 261,3 (23)    | 819,8        |
| 24   | Kristoffer Eriksen Sundal | Norwegen           | 238,2 (24) | 230,0 (27)              | 87,4 (42)  | 242,3 (29)    | 797,9        |
| 25   | Marius Lindvik            | Norwegen           | 248,4 (17) | 0,0 (DNQ)               | 246,2 (6)  | 269,5 (19)    | 764,1        |
| 26   | Stephan Leyhe             | Deutschland        | 244,1 (20) | 252,2 (17)              | 98,8 (33)  | 117,5 (46)    | 712,6        |
| 27   | Daniel Andre Tande        | Norwegen           | 230,7 (27) | 0,0 (DNQ)               | 216,1 (19) | 258,9 (24)    | 705,7        |
| 28   | Gregor Deschwanden        | Schweiz            | 106,4 (37) | 243,3 (21)              | 92,8 (37)  | 237,8 (30)    | 680,3        |
| 29   | Domen Prevc               | Slowenien          | 105,3 (39) | 226,3 (29)              | 208,8 (24) | 121,1 (39)    | 661,5        |
| 30   | Pius Paschke              | Deutschland        | 100,6 (41) | 238,6 (24)              | 193,6 (28) | 118,9 (45)    | 651,7        |
| 31   | Clemens Leitner           | Österreich         | 107,5 (35) | 262,2 (12)              | 0,0 (DNQ)  | 257,0 (26)    | 626,7        |
| 32   | Markus Eisenbichler       | Deutschland        | 112,3 (33) | 111,9 (32)              | 210,5 (22) | 129,1 (31)    | 563,8        |
| 33   | Antti Aalto               | Finnland           | 106,2 (38) | 111,0 (33)              | 205,7 (27) | 128,3 (32)    | 551,2        |
| 34   | Anders Fannemel           | Norwegen           | 97,5 (43)  | 112,6 (31)              | 80,7 (46)  | 249,8 (27)    | 540,6        |
| 35   | Naoki Nakamura            | Japan              | 104,8 (40) | 106,1 (36)              | 208,7 (25) | 115,2 (47)    | 534,8        |
| 36   | Wladimir Sografski        | Bulgarien          | 243,7 (21) | 63,9 (49)               | 209,0 (23) | 0,0 (DNQ)     | 516,6        |
| 37   | Artti Aigro               | Estland            | 98,4 (42)  | 105,1 (37)              | 190,7 (29) | 114,2 (48)    | 508,4        |
| 38   | Fatih Arda İpcioğlu       | Türkei             | 213,1 (30) | 0,0 (DNQ)               | 94,9 (35)  | 122,1 (36)    | 430,1        |
| 39   | Vilho Palosaari           | Finnland           | 110,9 (34) | 230,6 (26)              | 88,3 (41)  | 0,0 (DNQ)     | 429,8        |
| 40   | Decker Dean               | Vereinigte Staaten | 113,3 (31) | 89,5 (44)               | 89,4 (40)  | 119,1 (44)    | 411,3        |
| 41   | Alex Insam                | Italien            | 92,4 (46)  | 97,5 (42)               | 91,4 (38)  | 122,3 (35)    | 403,6        |
| 42   | Stefan Hula               | Polen              | 91,1 (48)  | 87,3 (47)               | 82,7 (45)  | 119,3 (43)    | 380,4        |
| 43   | Danil Wassiljew           | Kasachstan         | 0,0 (DNQ)  | 103,2 (39)              | 94,4 (36)  | 122,7 (34)    | 320,3        |
| 44   | Roman Koudelka            | Tschechien         | 96,9 (44)  | 220,5 (30)              | 0,0 (DNQ)  | 0,0 (DNQ)     | 317,4        |
| 45   | Erik Belshaw              | Vereinigte Staaten | 231,4 (26) | 0,0 (DNQ)               | 80,6 (47)  | 0,0 (DNQ)     | 312,0        |
| 46   | Jan Habdas                | Polen              | 89,2 (49)  | 0,0 (DNQ)               | 84,5 (43)  | 121,0 (40)    | 294,7        |
| 47   | Ren Nikaidō               | Japan              | 0,0 (DNQ)  | 100,9 (41)              | 71,7 (49)  | 121,9 (37)    | 294,5        |
| 48   | Kevin Maltsev             | Estland            | 0,0 (DNQ)  | 107,9 (35)              | 178,8 (30) | 0,0 (DNQ)     | 286,7        |
| 49   | Clemens Aigner            | Österreich         | 0,0 (DNQ)  | 0,0 (DNQ)               | 0,0 (DNQ)  | 282,5 (10)    | 282,5        |
| 50   | Yukiya Sato               | Japan              | 95,1 (45)  | 94,8 (43)               | 90,1 (39)  | 0,0 (DNQ)     | 280,0        |
| 51   | Francesco Cecon           | Italien            | 107,5 (35) | 88,1 (46)               | 84,1 (44)  | 0,0 (DNQ)     | 279,7        |
| 52   | Maximilian Ortner         | Österreich         | 0,0 (DNQ)  | 0,0 (DNQ)               | 0,0 (DNQ)  | 248,0 (28)    | 248,0        |
| 53   | Giovanni Bresadola        | Italien            | 112,8 (32) | 0,0 (DNQ)               | 0,0 (DNQ)  | 121,0 (40)    | 233,8        |
| 54   | Felix Hoffmann            | Deutschland        | 0,0 (DNQ)  | 227,1 (28)              | 0,0 (DNQ)  | 0,0 (DNQ)     | 227,1        |
| 55   | Junshiro Kobayashi        | Japan              | 88,1 (50)  | 0,0 (DNQ)               | 96,6 (xxx) | 0,0 (DNQ)     | 184,7        |
| 56   | Muhammed Ali Bedir        | Türkei             | 91,4 (47)  | 0,0 (DNQ)               | 79,6 (48)  | 0,0 (DNQ)     | 171,0        |
| 57   | Niko Kytosaho             | Finnland           | 0,0 (DNQ)  | 0,0 (DNQ)               | 0,0 (DNQ)  | 127,3 (33)    | 127,3        |
| 58   | Francisco Moerth          | Österreich         | 0,0 (DNQ)  | 0,0 (DNQ)               | 0,0 (DNQ)  | 121,2 (38)    | 121,2        |
| 59   | Martin Hamann             | Deutschland        | 0,0 (DNQ)  | 105,0 (38)              | 0,0 (DNQ)  | 0,0 (DNQ)     | 105,0        |
| 60   | Markus Mueller            | Österreich         | 0,0 (DNQ)  | 0,0 (DNQ)               | 0,0 (DNQ)  | 104,5 (49)    | 104,5        |
| 61   | Luca Roth                 | Deutschland        | 0,0 (DNQ)  | 89,1 (45)               | 0,0 (DNQ)  | 0,0 (DNQ)     | 89,1         |
| 62   | Keiichi Sato              | Japan              | 0,0 (DNQ)  | 79,9 (48)               | 0,0 (DNQ)  | 0,0 (DNQ)     | 79,9         |

### Gesamtweltcupstand nach der Vierschanzentournee
| Rang | Name                  | Punkte |
| ---- | --------------------- | ------ |
| 01.  | Dawid Kubacki         | 930    |
| 02.  | Anže Lanišek          | 822    |
| 03.  | Halvor Egner Granerud | 796    |
| 04.  | Stefan Kraft          | 593    |
| 05.  | Piotr Żyła            | 549    |
| 06.  | Manuel Fettner        | 407    |
| 07.  | Michael Hayböck       | 303    |
| 08.  | Karl Geiger           | 276    |
| 09.  | Kamil Stoch           | 265    |
| 10.  | Jan Hörl              | 255    |